# Petra Winter (Journalistin)
Petra Winter (geboren 29. Juni 1975) ist eine deutsche Politologin und Journalistin. Sie war Chefredakteurin der deutschen Ausgabe von Cosmopolitan und stellvertretende Chefredakteurin der Bild-Zeitung. Seit 2014 leitet sie die Redaktion der Zeitschrift Madame.

## Beruf
Winter studierte Politikwissenschaften an der Universität Hamburg und in den USA, das Studium schloss sie als Diplom-Politologin ab. Ihre journalistische Ausbildung absolvierte sie ab 2000 an der Journalistenschule Axel Springer und als Volontärin bei dem Boulevardblatt Bild am Sonntag. In München war sie anschließend Redakteurin bei der Bild-Zeitung. Sie war für verschiedene Objekte des Condé Nast Verlags tätig und leitete 2003/2004 eine Entwicklungsredaktion für eine Frauenzeitschrift beim Heinrich Bauer Verlag.
2005 wurde sie Chefredakteurin von Cosmopolitan und leitete gleichzeitig von 2007 bis zu dessen Einstellung 2008 das Magazin Celebrity. 2011 wurde sie als Chefredakteurin von Carolin Schuhler abgelöst, die bis dahin ihre Stellvertreterin gewesen war.
2012 kehrte sie zu Springer zurück und wurde unter Kai Diekmann stellvertretende Chefredakteurin der Bild. Sie übernahm dort ressortübergreifende Aufgaben. Die Tätigkeit bei Springer endete noch im selben Jahr.
2013 war sie Creative Director bei dem Bekleidungsunternehmen s. Oliver und wirkte in der Fernsehshow Fashion Hero mit.
Seit Januar 2014 ist sie als Nachfolgerin von Katrin Riebartsch Chefredakteurin der Zeitschrift Madame. Sie verantwortet auch die Tochterausgaben Madame Living, Madame Collections und Madame Beauty.